# L'eredità dello zio buonanima (film 1934)
L'eredità dello zio buonanima è un film del 1934 diretto da Amleto Palermi.

## Trama
Le due famiglie Favazza si contendono alacremente l'eredità di un defunto zio. Colui che, a giudizio di popolo, si ritiene l'erede universale, spende tutti i propri risparmi e si indebita per dare delle solenni onoranze al congiunto. Ma scopre amaramente che, una volta aperto il testamento, egli è riconosciuto sì come erede universale, ma con l'obbligo di tanti legati che coprono quasi tutta la somma ricevuta in eredità. La scoperta di un altro testamento posteriore mette le cose a posto con giustizia più equanime. Ma interviene un altro contrattempo: la banca che ha in deposito l'eredità fallisce, riconducendo il povero Favazza nella più cupa disperazione. Ancora una volta avviene la salvezza, questa volta sotto forma di tre matrimoni tra le due famiglie.